# Pernersdorf
Pernersdorf är en ort och kommun  i Österrike. Den ligger i distriktet Hollabrunn i förbundslandet Niederösterreich, 60 km norr om huvudstaden Wien. 
Kommunen består av fem orter (Ortschaften) (inom parentes invånarantal 1 januari 2024):
- Karlsdorf (136)
- Peigarten (288)
- Pernersdorf (368)
- Pfaffendorf (230)
- Ragelsdorf (39)